# Église Saint-Vincent de Saint-Flour
Pour les articles homonymes, voir Église Saint-Vincent.
L'ancienne chapelle des Dominicains, devenue église Saint-Vincent  au XIXe siècle, est un édifice gothique de type méridional situé à Saint-Flour, dans le Cantal, en France. Elle possède une nef unique terminée par une abside à trois pans.
Elle a été restaurée à la fin des années 1990. Elle présente notamment des peintures murales du XVe siècle avec une rare représentation de sainte Anne.
L'ancienne église Saint-Vincent de Saint-Flour fait l’objet d’un classement au titre des monuments historiques depuis le 7 juin 1960.